# Верхнеспасское (Тамбовская область)
Верхнеспа́сское (до 2-й половины XVIII века — Верхи) — село в Рассказовском районе Тамбовской области России. Является административным центром Верхнеспасского сельсовета.

## География
Село расположено в центральной части Тамбовской области в 30 км от Тамбова на берегу реки Лесной Тамбов.

## Климат
Климат умеренно континентальный, с относительно жарким летом и холодной продолжительной зимой. Среднегодовая температура воздуха — 5,4 °С. Средняя температура воздуха самого тёплого месяца (июля) — 19,9 °C (абсолютный максимум — 38,4 °С); самого холодного (января) — −10 °C (абсолютный минимум — −36,9 °С). Безморозный период длится 145-155 дней. Длительность вегетационного периода составляет 180-185 дней. Среднегодовое количество атмосферных осадков составляет 525 мм, из которых 342 мм выпадает в период с апреля по октябрь. Снежный покров образуется в последней декаде ноября - начале декабря и держится в течение 125-130 дней.

## История
В окладной книге 1702 года о селе Верхнее записано: «Часовня Покрова, в вотчине Спасова монастыря, в селе Верхах. У тое часовне двор попа Василия... Да в приходе к той часовне двор монастырской, да тридцать девять дворов крестьянских».
В этой книге село Верхи называется новопоселенным, и его возраст соответствует дате записи. К моменту второй ревизской сказки 1745 года в селе уже проживали 352 человека мужского пола. В числе жителей были только крепостные крестьяне, принадлежавшие Спасову монастырю Переяславля Рязанского: Потап Герасимов, Федор Тимофеев, Ефим Лаврентьев, Иван Копылов, Филипп Сафонов и другие.

## Население
| 2010 | 2012  | 2013  |
| ---- | ----- | ----- |
| 1982 | ↘1964 | ↘1955 |

В 1724 году в селе проживают 250 мужских ревизских душ.
В 1778 году в селе насчитывается 223 двора с населением 1920 жителей.
В 1866 году в селе насчитывалось 590 дворов, 5126 жителей.
В 1893 году в селе проживало 5444 жителя.
В 1911 году в селе насчитывалось 850 дворов, 6681 житель.
В 1926 году в селе насчитывалось 1257 дворов, 6699 жителей.
В 1939 году в селе проживало 6059 жителей.
В 2002 году в селе проживало 2158 жителей.
В 2010 году в селе проживало 1982 жителя.
В 2012 году в селе проживало 1964 жителя.
В 2013 году в селе проживало 1955 жителей.

## Известные жители
- Рыбина Нина Васильевна — заслуженный учитель РСФСР, кавалер знака «Отличник народного образования», Почётный гражданин района.
- Баранов Валентин Петрович — профессор, историк, писатель.
- Григорьева (Ускова) Анна Петровна —  колхозница, награждена орденом «Мать-Героиня» за рождение и воспитание 10 детей.